# Aspidiophorus aster
Aspidiophorus aster is een buikharige uit de familie Chaetonotidae. Het dier komt uit het geslacht Aspidiophorus. Aspidiophorus aster werd in 1981 voor het eerst wetenschappelijk beschreven door Martin. 